# Heinrich Riso
Heinrich Riso (Lipsia, 30 giugno 1882 – Stati Uniti d'America, agosto 1952) è stato un calciatore tedesco, di ruolo difensore.

## Biografia
Era il fratello maggiore di Hans Riso.

## Palmarès

### Club

#### Competizioni nazionali
- Campionato tedesco: 2

VfB Lipsia: 1902-1903, 1905-1906